# Аксел Ервел
Аксел Ервел (Лијеж, 12. мај 1983) је бивши белгијски кошаркаш. Играо је на позицији крилног центра. 

## Биографија
Ервел је током сезоне 2000/01. дебитовао за Вервје-Пепинстер и у њему је провео четири године. Пред почетак сезоне 2004/05. потписао је за Реал Мадрид и његове боје бранио је све до децембра 2009. године. У дресу Реала освојио је два национална првенства и један УЛЕБ Еврокуп. Од јануара 2010. па све до краја сезоне 2017/18. је играо за Билбао. Последње две сезоне у каријери је провео у екипи Спиру Шарлроа.
На НБА драфту 2005. године Денвер нагетси су га изабрали као 52. пика. Међутим, никада није заиграо у НБА лиги.
Наступао је за сениорску репрезентацију Белгије на Европским првенствима 2011, 2013. и 2015. године.

## Успеси

### Клупски
- Реал Мадрид:
  - Првенство Шпаније (2): 2004/05, 2006/07.
  - УЛЕБ Еврокуп (1): 2006/07.

### Појединачни
- Најкориснији играч кола Евролиге (1): 2007/08. (1)